# Carbon-carbon-binding
En carbon-carbon-binding er en kovalent binding imellem to carbonatomer. Den mest normale type er en enkeltbinding: en binding, der består af to elektron€r, én fra hvert af de to atomer i bindingen. Carbon-carbon enkeltbinding er en sigmabinding og den dannes imellem én hybridiseret orbital fra hver af carbonatomerne. I ethan er orbitalerne sp3-hybridiserede orbitaler, men enkelbindinger imellem to carbonatomer med anden hybridisering findes også (fra sp2 til sp2). Carbonatomer i enkeltbindinger behøevr ikke at have samme hybridisering. Carbonatomer kan også danne dobbeltbindinger i stoffer kaldet alkener eller trippelbinding i stoffer kaldet alkyner. En dobbeltbinding dannes imellem en sp2-hybridiseret orbital og en p-orbital der ikke er involveret i hybridiseringen. Trippelbindingen dannes med en sp-hybridiseret orbital og to p-orbitaler fra hvert atom. Brugen af p-orbitaler danner en Pi-binding.
Fremstilling af carbon-carbon-bindinger er vigtig i organisk syntese til at skabe en række stoffer til bl.a. lægemidler og plastik. Reaktioner til frembringelse af denne type binding tæller bl.a. aldolreaktion, Diels–Alderreaktion, Grignardreaktion, krydskoblingsreaktion, Michaelreaktion og Wittigreaktion.